# 隆斯塔 (加利福尼亞州格倫縣)
隆斯塔（英語：Lone Star）是位於美國加利福尼亞州格伦縣的一個非建制地區。該地的面積和人口皆未知。

## 地理
隆斯塔的座標為39°42′34″N 122°48′33″W / 39.70944°N 122.80917°W，而該地的平均海拔高度為1613米（即5292英尺）。